# Charles-Eugène Delaunay
Charles-Eugène Delaunay (Lusigny-sur-Barse, 9 april 1816 - nabij Cherbourg, 5 augustus 1872) was een Franse sterrenkundige.
Delaunay bestudeerde hemelmechanica en loste het drielichamenprobleem van maan, aarde en zon op. De reeksontwikkeling die hij toepaste om de plaats van de maan te berekenen, convergeert te langzaam voor praktisch gebruik, maar gaf wel de aanstoot voor de verdere ontwikkeling van de analyse. Hij was opgeleid als ingenieur, gaf eerst les en werd daarna directeur van de sterrenwacht van Parijs. 
Hij verdronk op 5 augustus 1872 nabij Cherbourg bij een scheepsongeval. Hij is een van de 72 Fransen wier namen in reliëf op de Eiffeltoren zijn aangebracht. 
- Bibsys: 2104894
- Biblioteca Nacional de España: XX1247982
- Bibliothèque nationale de France: cb12566423r (data)
- Catàleg d'autoritats de noms i títols de Catalunya: 981058521611206706
- Gemeinsame Normdatei: 117629227
- International Standard Name Identifier: 0000 0001 2022 8609
- Library of Congress Control Number: n87849029
- Base Léonore: LH//705/24
- Nationale Bibliotheek van Tsjechië: xx0134505
- Nationale bibliotheek van Australië: 35467269
- Nationale Bibliotheek van Israël: 987007260220605171
- Nationale Bibliotheek van Polen: a0000002137011
- Nederlandse Thesaurus van Auteursnamen: 109990277
- SNAC: w60p8c5j
- Système universitaire de documentation: 034969543
- Trove: 963562
- Virtual International Authority File: 27183855
- WorldCat: E39PBJwCWgchmJRYXFrjHdHV4q

1. ↑  Complete List of Royal Society Fellows 1660-2007; pagina('s): 95.
2. ↑  https://www.toureiffel.paris/fr/le-monument/tour-eiffel-et-sciences.